# Liste des épisodes de Yowamushi Pedal
Cet article est un complément de l’article sur le manga Yowamushi Pedal. Il contient la liste des épisodes de l'adaptation en série télévisée d'animation répartie en saisons.

## Saison 1
| No | Titre français                           | Titre japonais           | Titre japonais                       | Date de 1re diffusion |
| No | Titre français                           | Kanji                    | Rōmaji                               | Date de 1re diffusion |
| -- | ---------------------------------------- | ------------------------ | ------------------------------------ | --------------------- |
| 1  | Je peux me rendre gratuitement à Akiba ! | アキバにタダで行けるから | Akiba ni tada de ikerukara           | 7 octobre 2013        |
| 2  | Des membres pour le club                 | 部員をふやすため         | Buin o fuyasu tame                   | 14 octobre 2013       |
| 3  | Je n'ai pas d'amis                       | 僕は友達いないから       | Boku wa tomodachi inaikara           | 21 octobre 2013       |
| 4  | Shôkichi Naruko                          | 鳴子章吉                 | Naruko Shōkichi                      | 28 octobre 2013       |
| 5  | Le Club de cyclisme de Sôhoku            | 総北高校自転車競技部     | Sōhoku kōkō jitensha kyōgi-bu        | 4 novembre 2013       |
| 6  | La Course de bienvenue                   | ウエルカムレース         | Uerukamu rēsu                        | 11 novembre 2013      |
| 7  | Je veux les rattraper !                  | 追いつきたい!            | Oitsukitai!                          | 18 novembre 2013      |
| 8  | Sprint en montée !                       | スプリントクライム!!     | Supurinto kuraimu!!                  | 25 novembre 2013      |
| 9  | La Bataille à pleine puissance           | 全力VS全力               | Zenryoku rai zenryoku                | 2 décembre 2013       |
| 10 | Peak Spider                              | ピークスパイダー         | Pīku supaidā                         | 9 décembre 2013       |
| 11 | Le Train infernal                        | 肉弾列車!!               | Nikudan ressha!!                     | 16 décembre 2013      |
| 12 | Le Premier Jour du stage d'entraînement  | 合宿初日!                | Gasshuku shonichi!                   | 23 décembre 2013      |
| 13 | Les 1000 km d'Imaizumi et Naruko         | 今泉と鳴子の1000km       | Imaizumi to Naruko no sen kiromētoru | 6 janvier 2014        |
| 14 | Retrouvailles dans la brume matinale     | 朝霧の再会               | Asagiri no saikai                    | 13 janvier 2014       |
| 15 | Le Stratagème                            | 策略                     | Sakuryaku                            | 20 janvier 2014       |
| 16 | La Percée                                | 一点突破                 | Itten toppa                          | 27 janvier 2014       |
| 17 | Onoda ferme la course                    | 最後尾の小野田           | Saigobi no Onoda                     | 3 février 2014        |
| 18 | Tout dans la bataille                    | 全力の勝負               | Zenryoku no shōbu                    | 10 février 2014       |
| 19 | Un nouveau départ                        | 新たなるスタート         | Aratanaru sutāto                     | 17 février 2014       |
| 20 | Sangaku Manami                           | 真波山岳                 | Manami Sangaku                       | 24 février 2014       |
| 21 | Le serpent des pavés                     | 石道の蛇                 | Ishi-dō no hebi                      | 3 mars 2014           |
| 22 | Le Départ de l'inter-lycées              | インターハイ開幕         | Intā-hai kaimaku                     | 10 mars 2014          |
| 23 | Les Meilleurs Sprinteurs !               | トップスプリンター！！   | Toppu supurintā!!                    | 17 mars 2014          |
| 24 | La Frayeur d'Izumida                     | 震える泉田               | Furueru Izumida                      | 24 mars 2014          |
| 25 | La Défaite                               | 負け                     | Make                                 | 31 mars 2014          |
| 26 | Je vois le ciel                          | 空が見える               | Sora ga mieru                        | 7 avril 2014          |
| 27 | Tôdô, le Dieu des sommets                | 山神東堂                 | Sanjin Tōdō                          | 14 avril 2014         |
| 28 | Une Séparation de 100 adversaires        | １００人の関所           | Hyaku-nin no sekisho                 | 21 avril 2014         |
| 29 | Le Sommet                                | 山頂                     | Sanchō                               | 28 avril 2014         |
| 30 | Arakita vs Imaizumi                      | 荒北と今泉               | Arakita to Imaizumi                  | 5 mai 2014            |
| 31 | Les Trois champions                      | 強者３人                 | Tsuwamono san-nin                    | 12 mai 2014           |
| 32 | La Nuit de tous les espoirs              | 希望の夜                 | Kibou no yoru                        | 19 mai 2014           |
| 33 | C'est la princesse                       | ヒメなのだ               | Hime nano da                         | 26 mai 2014           |
| 34 | Hayato Shinkai                           | 新開隼人                 | Shinkai Hayato                       | 2 juin 2014           |
| 35 | Le Vainqueur                             | 勝利する男               | Shouri suru otoko                    | 9 juin 2014           |
| 36 | Le Plus Rapide                           | 最強最速                 | Saikyō saisoku                       | 16 juin 2014          |
| 37 | Les Nouveaux Champions                   | 王者交代                 | Ōja kōtai                            | 23 juin 2014          |
| 38 | L'Esprit de Sôhoku                       | 総北の魂                 | Sōhoku no tamashī                    | 30 juin 2014          |

## Saison 2: Grande Road
| No | Titre français                  | Titre japonais               | Titre japonais                   | Date de 1re diffusion |
| No | Titre français                  | Kanji                        | Rōmaji                           | Date de 1re diffusion |
| -- | ------------------------------- | ---------------------------- | -------------------------------- | --------------------- |
| 1  | La phase 49                     | フェイズ49                   | Feizu yonjūkyū                   | 6 octobre 2014        |
| 2  | Les champions                   | エースたち                   | Ēsu-tachi                        | 13 octobre 2014       |
| 3  | Akira                           | 翔                           | Akira                            | 20 octobre 2014       |
| 4  | Résolutions                     | 覚悟                         | Kakugo                           | 27 octobre 2014       |
| 5  | La pharmacie est dans 3 km      | 薬局までの3km                | Yakkyoku made no san kiromētoru  | 3 novembre 2014       |
| 6  | L'homme et son étoile           | モってる男                   | Motteru Otoko                    | 10 novembre 2014      |
| 7  | Le peloton attaque              | 迫る、集団                   | Semaru, shūdan                   | 17 novembre 2014      |
| 8  | Arakita                         | アラキタ                     | Arakita                          | 24 novembre 2014      |
| 9  | Le chien de combat de Kure      | 呉の闘犬                     | Kure no Tōken                    | 1er décembre 2014     |
| 10 | Le territoire à venir           | その先の領域                 | Sono saki no Ryōiki              | 8 décembre 2014       |
| 11 | La survie                       | サバイバル                   | Sabaibaru                        | 15 décembre 2014      |
| 12 | La fierté d'Izumida             | 泉田の誇り                   | Izumida no Hokori                | 22 décembre 2014      |
| 13 | Course effrénée au lac Yamanaka | 山中湖でのランフラットアウト | Yamanakako de no Ranfuratto auto | 5 janvier 2015        |
| 14 | L'ultime stratégie              | 最終戦略                     | Saishū Senryaku                  | 12 janvier 2015       |
| 15 | La vraie valeur de Naruko !     | 鳴子! 真骨頂!                | Naruko! Shinkocchō!              | 26 janvier 2015       |
| 16 | Le champion Imaizumi            | エース今泉！                 | Ēsu Imaizumi!                    | 2 février 2015        |
| 17 | Le n°6 du lycée de Hakone       | 箱根学園ゼッケン6番          | Hakone gakuen zekken roku-ban    | 9 février 2015        |
| 18 | Pas à pas                       | 一歩一歩                     | Ippo ippo                        | 16 février 2015       |
| 19 | Le rôle de Sakamichi            | 坂道の役割                   | Sakamichi no Yakuwari            | 23 février 2015       |
| 20 | Imaizumi vs. Midôsuji           | 今泉vs御堂筋                 | Imaizumi vs. Midôsuji            | 2 mars 2015           |
| 21 | Le numéro 91                    | 91番                         | Kyūjūichi-ban                    | 9 mars 2015           |
| 22 | Manami et Sakamichi             | 真波と坂道                   | Manami to Sakamichi              | 16 mars 2015          |
| 23 | Le chemin de la promesse        | 約束の道                     | Yakusoku no Michi                | 23 mars 2015          |
| 24 | Le vainqueur                    | WINNER                       | WINNER                           | 30 mars 2015          |

## Saison 3: New Generation
| No | Titre français                             | Titre japonais           | Titre japonais                    | Date de 1re diffusion |
| No | Titre français                             | Kanji                    | Rōmaji                            | Date de 1re diffusion |
| -- | ------------------------------------------ | ------------------------ | --------------------------------- | --------------------- |
| 1  | The Last Minegayama                        | 最後の峰ヶ山             | Saigo no Minegayama               | 11 janvier 2017       |
| 2  | What Makishima Left Behind                 | 巻島が残したもの         | Makishima ga Nokoshita Mono       | 18 janvier 2017       |
| 3  | Teshima's Ride of the Soul                 | 手嶋、魂の走り           | Teshima, Tamashī no Hashiri       | 25 janvier 2017       |
| 4  | The Fastest Man on Minegayama              | 峰ヶ山で一番速い男       | Minegayama de Ichiban Hayai Otoko | 1er février 2017      |
| 5  | A Different Bicycle Training Ground        | 自転車異種格闘技場！！   | Jitensha Ishu Kakutōgi-ba!!       | 8 février 2017        |
| 6  | Naruko vs. Midousuji                       | 鳴子ｖｓ御堂筋           | Naruko vs. Midousuji              | 15 février 2017       |
| 7  | The Last Meet                              | 最後の走行会             | Saigo no Sōkō-kai                 | 22 février 2017       |
| 8  | Finish Line                                | ゴールライン             | Gōru Rain                         | 1er mars 2017         |
| 9  | New Sohoku, Start!                         | 新生総北、始動！         | Shinsei sō Kita, Shidō!           | 8 mars 2017           |
| 10 | The Sugimoto Brothers' Bond                | 杉元兄弟の絆             | Sugimoto Kyōdai no Kizuna         | 15 mars 2017          |
| 11 | Conclusion                                 | 決着                     | Ketchaku                          | 22 mars 2017          |
| 12 | Trouble!                                   | トラブル！               | Toraburu!                         | 29 mars 2017          |
| 13 | 1000km Encore                              | 1000㎞再び               | 1000km Futatabi                   | 5 avril 2017          |
| 14 | The Ordinary Man and the Genius            | 凡人と天才               | Bonjin to Tensai                  | 12 avril 2017         |
| 15 | Koga's Goal                                | 古賀のゴール             | Kōga no Gōru                      | 19 avril 2017         |
| 16 | The Second Inter-High                      | ２度目のインターハイ     | 2-Dome no Intā Hai                | 26 avril 2017         |
| 17 | Start!!!                                   | スタート!!!              | Sutāto!!!                         | 3 mai 2017            |
| 18 | The Swelling Aoyagi                        | ふくらむ青八木           | Fukuramu Aoyagi                   | 10 mai 2017           |
| 19 | Road Monster Doubashi                      | 怪道銅橋                 | Kaidō Dōbashi                     | 17 mai 2017           |
| 20 | Full-throttle Kaburagi                     | 鏑木、全開！             | Kaburagi, Zenkai!                 | 24 mai 2017           |
| 21 | Hakone Academy High School Makes Its Move! | 箱根学園、動く！         | Hakone Gakuen, Ugoku!             | 31 mai 2017           |
| 22 | The Pressure of Tag #1                     | ゼッケン１のプレッシャー | Zekken 1 no Puresshā              | 7 juin 2017           |
| 23 | Sakamichi's Pursuit                        | 坂道、追撃               | Sakamichi, Tsuigeki               | 14 juin 2017          |
| 24 | The Ride of Weeds                          | 雑草の走り               | Zassō no Hashiri                  | 21 juin 2017          |
| 25 | Look Up at the Sky                         | 空を仰ぐ                 | Sora o Aogu (Saishū Banashi)      | 28 juin 2017          |

## Saison 4: Glory Line
| No | Titre français                  | Titre japonais         | Titre japonais    | Date de 1re diffusion |
| No | Titre français                  | Kanji                  | Rōmaji            | Date de 1re diffusion |
| -- | ------------------------------- | ---------------------- | ----------------- | --------------------- |
| 1  | Phase finale                    | 最終局面へ             |                   | 10 janvier 2018       |
| 2  | The Two Aces!!                  | ２人のエース！！       |                   | 17 janvier 2018       |
| 3  | The Appointed Time              | 約束の時               |                   | 24 janvier 2018       |
| 4  | Five Men's Resolve              | 覚悟の5人              |                   | 31 janvier 2018       |
| 5  | 3 Seconds Less                  | 削る3秒                |                   | 7 février 2018        |
| 6  | Sohoku Shaken                   | 揺らぐ総北             |                   | 14 février 2018       |
| 7  | Footsteps of Hope               | 希望の足音             |                   | 21 février 2018       |
| 8  | Second Day, Start!              | ２日目、スタート！！   |                   | 28 février 2018       |
| 9  | Sash of Wishes                  | 願いのタスキ           |                   | 7 mars 2018           |
| 10 | #16, Shinkai Yuto               | 16番、新開悠人         | #16, Shinkai Yuto | 14 mars 2018          |
| 11 | Mountain King                   | 山王                   |                   | 21 mars 2018          |
| 12 | Fallen Hopes                    | こぼれ落ちた想い       |                   | 28 mars 2018          |
| 13 | He Who Carries Guilt            | 罪を背負いし者         |                   | 4 avril 2018          |
| 14 | Heart's Wrapping, Heart's Case  | 心のつつみ、心の函     |                   | 11 avril 2018         |
| 15 | The Sprint Line of Delight      | 歓喜のスプリントライン |                   | 18 avril 2018         |
| 16 | Sohoku Falls Behind             | 遅れる総北             |                   | 25 avril 2018         |
| 17 | Start of the Mountains          | 山のはじまり           |                   | 2 mai 2018            |
| 18 | Naruko's Determination          | 鳴子の意地             |                   | 9 mai 2018            |
| 19 | The Approaching Peak            | 近づく山頂             |                   | 16 mai 2018           |
| 20 | King of the Mountain            | 山岳賞                 |                   | 23 mai 2018           |
| 21 | Limiter                         | リミッター             |                   | 30 mai 2018           |
| 22 | Three Powerhouses               | ３人の強者             |                   | 6 juin 2018           |
| 23 | Winner                          |                        |                   | 13 juin 2018          |
| 24 | The Small Pass                  |                        |                   | 18 juin 2018          |
| 25 | Their Respective Starting Lines |                        |                   | 25 juin 2018          |

## Saison 5: Limit Break
| No | Titre français                     | Titre japonais   | Titre japonais                | Date de 1re diffusion |
| No | Titre français                     | Kanji            | Rōmaji                        | Date de 1re diffusion |
| -- | ---------------------------------- | ---------------- | ----------------------------- | --------------------- |
| 1  | Au départ de la dernière étape     |                  |                               | 9 octobre 2022        |
| 2  | Piranhas                           | ピラニア         |                               | 16 octobre 2022       |
| 3  | La force d'avancer ensemble        | 共に前に進む強さ | Tomoni mae ni susumu tsuyo-sa | 23 octobre 2022       |
| 4  | Une équipe de deux                 | 2人のチーム      | 2-Ri no chīmu                 | 30 octobre 2022       |
| 5  | les aînés                          | 先輩             | Senpai                        | 6 novembre 2022       |
| 6  | L'interlycée de Masakiyo Dôbashi   |                  |                               | 20 novembre 2022      |
| 7  | Final road !                       | 最後の道路！     | Saigo no dōro!                | 27 novembre 2022      |
| 8  | L'ordre de Teshima                 |                  |                               | 4 décembre 2022       |
| 9  | Le nouvel élève                    |                  |                               | 18 décembre 2022      |
| 10 | Sur la même longueur d'onde        |                  |                               | 25 décembre 2022      |
| 11 | Le ciel vu d'en bas                |                  |                               | 8 janvier 2023        |
| 12 | À l'attaque !                      |                  |                               | 15 janvier 2023       |
| 13 | La détermination de Yûto Shinkai   |                  |                               | 22 janvier 2023       |
| 14 | Naruko VS Manami                   |                  |                               | 29 janvier 2023       |
| 15 | Attaque et défense ! La descente ! |                  |                               | 29 janvier 2023       |
| 16 | Le Naruko Express !                |                  |                               | 5 février 2023        |
| 17 | Les vents changeants               |                  |                               | 5 février 2023        |
| 18 | Watergate dive                     |                  |                               | 12 février 2023       |